# Mike (település)
Mike község Somogy vármegyében, a Kaposvári járásban.

## Fekvése
Kaposvártól mintegy 23 kilométerre délnyugatra fekszik, a megye középső részén; a legközelebbi város a tőle keletre elterülő Kadarkút. Központján a Kaposfő és Lábod közti 6616-os út vezet keresztül, ezen érhető el Kaposvár és Nagyatád, a 61-es és a 68-as főutak felől is.

## Története
Története egészen a korai időkre nyúlik vissza, amire a környéken talált avar, kelta, római és a honfoglalás korából származó leletek alapján lehet következtetni. A község első ismert írásos említése 1213-ból való, nevét akkor Mica néven jegyezték fel. Mintegy kétszáz évvel később a vránai perjelség birtoka volt.
Az 1554-es török adójegyzékben Miske alakban szerepelt, igaz, akkor mindössze öt házat írtak össze. A következő időszakban, a hódoltsági harcok következtében teljesen elnéptelenedett a falu, majd területe 1745-ben a Somssich család birtokába került. A 19. században két alkalommal telepítettek be német, később pedig magyar családokat a községbe (a 19. századi Mike 1290 lakójából 997 volt német ajkú). Abban az időben mezővárosi rangja volt a településnek, amely már a 18. század közepén évi hat vásár tartására kapott engedélyt.
1821-ben épült fel a ma is álló Somssich-kastély, melynek grófi birtokosa 1838-ban iskolát is alapított itt; az épület fél évszázaddal később két tanteremmel bővült. 1907-ben óvoda is létesült, az 1920-as évek földreformja kapcsán pedig többször földet is osztottak a helyi parasztságnak.
A 20. század első évtizedeiben a népesség megközelítette a kétezret, megélénkült a közélet: tűzoltóegylet, lövészegyesület, gazdaszövetség, önsegélyző- és hitelszövetkezet, sőt kaszinó is működött Mikén. Az első világháború 35 itteni áldozatot követelt, a második 88-at; neveiket később márványtáblán örökítették meg a katolikus templom falán. Ugyancsak a második világháború idején egy zsidó családot is deportáltak a faluból (a Löwenfeld családot), emléküket 2020 óta emléktábla őrzi a polgármesteri hivatalnál.
A második világháború után három német ajkú családot telepítettek ki a községből Németországba. Azok a német nemzetiségű mikeiek sem jártak sokkal jobban, akik itthon maradhattak: sokak házát és földjük egy részét elvették, a rokonokat összeköltöztették. Az elvett házakat és földeket a Felvidékről áttelepített magyaroknak adták. A földosztás során 137 mikei jutott földhöz.
1950-ben megalakult a községi tanács, két évvel később pedig az első helyi termelőszövetkezet is; utóbbi a következő évtizedekben sokat változott; a rendszerváltás óta Mike Szövetkezet néven működik, s a legfontosabb tevékenysége a burgonyatermesztés. Az 1960-as években saját orvosi körzetet is kapott a falu, egészen a körzetesítésig. 1977-ben megszűnt a település önállósága, s ekkortól még a régi hagyományokkal rendelkező iskola felső tagozata is Kadarkútra került át. A rendszerváltáskor újból önállósodhatott a falu, s 1990-ben megalakult a mikei önkormányzat, létrejött a polgármesteri hivatal.

## Közélete

### Polgármesterei
- 1990–1994: Brantmüller János (független)[3]
- 1994–1998: Brantmüller János (független)[4]
- 1998–2002: Petőné Rák Katalin (független)[5]
- 2002–2006: Tóth Árpád (független)[6]
- 2006–2010: Tóth Árpád (független)[7]
- 2010–2014: Tóth Árpád (független)[8]
- 2015–2019: Tóth Árpád (független)[9]
- 2019–2024: Tóth Árpád (független)[10]
- 2024– : Tóth Árpád (független)[1]

A településen a 2014. október 12-i önkormányzati választás után, a polgármester-választás tekintetében nem lehetett eredményt hirdetni, mert szavazategyenlőség alakult ki az első helyen két jelölt – a hivatalban lévő polgármester, Tóth Árpád és az őt kihívó két hölgy egyike, Pécsiné Domján Anikó Csilla – között (107-107, 36,77 %). Az emiatt szükségessé vált időközi polgármester-választást 2015. február 1-jén tartották meg; ekkor már egy negyedik jelölt is indult, de ő nem rúgott labdába: Tóth Árpád csaknem megduplázta őszi szavazatainak számát, 189 szavazatot kapott, amivel 60,77 %-os eredményt ért el.

## Népesség
A település népességének változása:
| Lakosok száma | 635  | 617  | 614  | 548  | 571  | 582  | 562  |
|               | 2013 | 2014 | 2015 | 2021 | 2022 | 2023 | 2024 |

A 2011-es népszámlálás során a lakosok 86,9%-a magyarnak, 7% cigánynak, 1,4% németnek, 0,2% örménynek mondta magát (12,7% nem nyilatkozott; a kettős identitások miatt a végösszeg nagyobb lehet 100%-nál). A vallási megoszlás a következő volt: római katolikus 65%, református 2,3%, görögkatolikus 0,2%, felekezet nélküli 8% (24,5% nem nyilatkozott).
2022-ben a lakosság 89,7%-a vallotta magát magyarnak, 14,9% cigánynak, 0,5% németnek, 0,2% ukránnak, 1,2% egyéb, nem hazai nemzetiségűnek (9,8% nem nyilatkozott; a kettős identitások miatt a végösszeg nagyobb lehet 100%-nál). Vallásuk szerint 40,6% volt római katolikus, 1,8% református, 2,3% egyéb keresztény, 1,1% egyéb katolikus, 24,9% felekezeten kívüli (29,2% nem válaszolt).
Mike népességének csúcspontja 1949, év környékén volt, amikor a településnek 1856 fő volt a lakossa. Az 1950-es évektől dresztikusan csökkent a népesség száma, ami 1990-re 701 főre zsugorodott. A rendszerváltást követően sem ált meg a népességcsökkenés.

## Nevezetességei
A falu közigazgatási területén négy műemléki védettségű épület található: a romos Somssich-kastély, egy szintén romos, 19. századi magtár, egy Szent Vendelt ábrázoló szobor 1898-ból és a lakott területen kívül, egy tó partján álló elhagyatott Somssich-mauzóleum.
Mike nevezetes még arról is, hogy 1944. május 3-án itt hullott le a mikei meteorit.

## Ismert emberek
- Itt született 1949-ben Maráz Anna mikrobiológus, élelmiszervegyész, egyetemi tanár.